# Булигіна Ірина Йосипівна
Ірина Йосипівна Булигіна (нар. 21 липня 1967, Мінськ, Білоруська РСР) — білоруська футболістка, гравчиня «Електроніка» (Мінськ), «Інтер» (Мінськ); футбольна тренерка. З січня 2014 року тренерка-викладачка Республіканського Державного Училища Олімпійського Резерву (РДУОР).

## Життєпис
У дитинстві займалася багатьма видами спорту відразу. У 16 років почала серйозно займатися лижними гонками. У складі збірної товариства «Трудові резерви» брала участь в різних республіканських змаганнях. Кандидатка у майстри спорту з лижних гонок. Неодноразово викликалася до збірної БРСР. При цьому не пропускала можливість пограти в футбол. В 1989 році, кинувши лижні гонки, опинилася в жіночому футбольному клубі «Електроніка».

### Клубна кар'єра
З 1989 по 1996 роки грала в жіночих футбольних командах «Електроніка» (Мінськ), «Інтер» (Мінськ).
У 1996 році завершила ігрову кар'єру.

### Тренерська кар'єра
У 1999 році закінчила АФВіС (сучасна назва — БДУФК); тренер з футболу.
З 1999 по 2005 — тренерка-викладачка з жіночого футболу ДЮСШ «Мотор».
З 2005 по 2007 — тренерка-викладачка Республіканського центру олімпійської підготовки (РЦОП) по футболу БДУ.
З 2007 по 2010 — головна тренерка жіночої молодіжної збірної команди Республіки Білорусь з футболу (WU-19).
З 2008 по грудень 2012 — головна тренерка жіночої футбольної команди «Мінчанка-БДПУ» (з 2011 «Мінчанка-БДПУ» перейменована в ФК «Мінськ»).
З 2013 по 2018 — головна тренерка збірної команди Республіки Білорусь (дівчатка 1999-2000 р.н.) (АБФФ).
З вересня 2014 року — Республіканське Державне Училище Олімпійського Резерву (РДУОР) м. Мінськ, тренерка-викладачка.
З 2015 по 2019 — членкиня Виконкому АБФФ.

## Досягнення

### Як гравчиня
- Чемпіонат Білорусі
  -  Бронзовий призер (1): 1993

- Кубок Білорусі
  -  Фіналіст (1): 1994

### Як тренерки
- Чемпіонат Білорусі
  -  Срібний призер (2): 2012 («Мінськ»), 2018 (РДУОР)
  -  Бронзовий призер (2): 2011 («Мінськ»), 2017 (РДУОР 1999-2000 р. н.)

- Кубок Білорусі
  -  Володар (1): 2011 («Мінськ»)
  -  Фіналіст (2): 2012 («Мінськ»), 2018 (РДУОР)

- Молодіжна першість Республіки Білорусь серед дівчат
  -  Чемпіон (4): 2015, 2016, 2017, 2018 (РДУОР)
  -  Срібний призер (1): 2014 (РДУОР)

- Дівочий чемпіонат Європи (WU-17)
  - 8-ме місце (1): 2016